# American Music Award for Favorite Country Song
Der American Music Award für den Favorite Country Song ist eine der ersten Kategorien des Awards und wurde 1974 eingeführt. Ab 1995 pausierte der Award, kehrte jedoch bei den American Music Awards 2016 zurück.
Am häufigsten gewann Kenny Rogers, der fünf Awards erhielt und für sechs nominiert war.

## Gewinner und Nominierte

### 1970er
| Jahr | Künstler           | Lied                                                      | Ref |
| ---- | ------------------ | --------------------------------------------------------- | --- |
| 1974 | Charlie Rich       | Behind Closed Doors                                       |     |
| 1974 | Conway Twitty      | You’ve Never Been This Far Before                         |     |
| 1974 | Kris Kristofferson | Why Me                                                    |     |
| 1975 | Charlie Rich       | The Most Beautiful Girl                                   |     |
| 1975 | Merle Haggard      | If We Make It Through December                            |     |
| 1975 | Charley Pride      | Mississippi Cotton Picking Delta Town                     |     |
| 1976 | Glen Campbell      | Rhinestone Cowboy                                         |     |
| 1976 | Freddy Fender      | Before the Next Teardrop Falls                            |     |
| 1976 | Willie Nelson      | Blue Eyes Crying in the Rain                              |     |
| 1977 | Willie Nelson      | Blue Eyes Crying in the Rain                              |     |
| 1977 | Loretta Lynn       | Somebody Somewhere (Don’t Know What He’s Missin’ Tonight) |     |
| 1977 | C. W. McCall       | Convoy                                                    |     |
| 1978 | Kenny Rogers       | Lucille                                                   |     |
| 1978 | Glen Campbell      | Southern Nights                                           |     |
| 1978 | Loretta Lynn       | She’s Got You                                             |     |
| 1979 | Linda Ronstadt     | Blue Bayou                                                |     |
| 1979 | Dolly Parton       | Here You Come Again                                       |     |
| 1979 | Johnny Paycheck    | Take This Job and Shove It                                |     |

### 1980er
| Jahr | Künstler                      | Lied                                      | Ref |
| ---- | ----------------------------- | ----------------------------------------- | --- |
| 1980 | Barbara Mandrell              | Sleeping Single in a Double Bed           |     |
| 1980 | Waylon Jennings               | Amanda                                    |     |
| 1980 | Eddie Rabbitt                 | Suspicions                                |     |
| 1981 | Kenny Rogers                  | Coward of the County                      |     |
| 1981 | Crystal Gayle                 | If You Ever Change Your Mind              |     |
| 1981 | Kenny Rogers and Kim Carnes   | Don’t Fall in Love with a Dreamer         |     |
| 1982 | Anne Murray                   | Could I Have This Dance                   |     |
| 1982 | Willie Nelson                 | On the Road Again                         |     |
| 1982 | Alabama                       | Feels So Right                            |     |
| 1982 | Ronnie Milsap                 | (There’s) No Gettin’ Over Me              |     |
| 1983 | Kenny Rogers                  | Love Will Turn You Around                 |     |
| 1983 | The Oak Ridge Boys            | Bobbie Sue                                |     |
| 1983 | Sylvia                        | Nobody                                    |     |
| 1984 | Kenny Rogers and Dolly Parton | Islands in the Stream                     |     |
| 1984 | Alabama                       | Dixieland Delight                         |     |
| 1984 | John Anderson                 | Swingin’                                  |     |
| 1984 | The Oak Ridge Boys            | Love Song                                 |     |
| 1985 | Kenny Rogers and Dolly Parton | Islands in the Stream                     |     |
| 1985 | The Judds                     | Mama He’s Crazy                           |     |
| 1985 | Anne Murray                   | A Little Good News                        |     |
| 1986 | Willie Nelson                 | Forgiving You Was Easy                    |     |
| 1986 | Alabama                       | There’s No Way                            |     |
| 1986 | Lee Greenwood                 | Dixie Road                                |     |
| 1987 | The Judds                     | Grandpa (Tell Me ’Bout the Good Ol’ Days) |     |
| 1987 | Dan Seals                     | Everything That Glitters (Is Not Gold)    |     |
| 1987 | Randy Travis                  | Diggin’ Up Bones                          |     |
| 1987 | Steve Wariner                 | You Can Dream of Me                       |     |
| 1988 | Randy Travis                  | Forever and Ever, Amen                    |     |
| 1988 | George Strait                 | Ocean Front Property                      |     |
| 1988 | Hank Williams, Jr.            | Born to Boogie                            |     |
| 1989 | Randy Travis                  | I Told You So                             |     |
| 1989 | Alabama                       | Fallin’ Again                             |     |
| 1989 | Kathy Mattea                  | Eighteen Wheels and a Dozen Roses         |     |

### 1990er
| Jahr | Künstler                     | Lied                                      | Ref   |
| ---- | ---------------------------- | ----------------------------------------- | ----- |
| 1990 | Randy Travis                 | Deeper Than the Holler                    | [ 1 ] |
| 1990 | Alabama                      | If I Had You                              | [ 1 ] |
| 1990 | George Strait                | Baby’s Gotten Good at Goodbye             | [ 1 ] |
| 1991 | Garth Brooks                 | If Tomorrow Never Comes                   | [ 2 ] |
| 1991 | The Judds                    | Born to Be Blue                           | [ 2 ] |
| 1991 | George Strait                | Love Without End, Amen                    | [ 2 ] |
| 1992 | Garth Brooks                 | The Thunder Rolls                         |       |
| 1992 | Travis Tritt                 | Here’s a Quarter (Call Someone Who Cares) |       |
| 1992 | Trisha Yearwood              | She’s in Love with the Boy                |       |
| 1993 | Billy Ray Cyrus              | Achy Breaky Heart                         | [ 3 ] |
| 1993 | Garth Brooks                 | The River                                 | [ 3 ] |
| 1993 | Vince Gill                   | I Still Believe in You                    | [ 3 ] |
| 1994 | Alan Jackson                 | Chattahoochee                             |       |
| 1994 | Clint Black and Wynonna Judd | A Bad Goodbye                             |       |
| 1994 | Dolly Parton and Friends     | Romeo                                     |       |
| 1995 | Vince Gill                   | Whenever You Come Around                  | [ 4 ] |
| 1995 | Tim McGraw                   | Indian Outlaw                             | [ 4 ] |
| 1995 | John Michael Montgomery      | I Swear                                   | [ 4 ] |

### 2010er
| Jahr | Künstler                                  | Lied                  | Ref   |
| ---- | ----------------------------------------- | --------------------- | ----- |
| 2016 | Tim McGraw                                | Humble and Kind       | [ 5 ] |
| 2016 | Florida Georgia Line                      | H.O.L.Y.              | [ 5 ] |
| 2016 | Thomas Rhett                              | Die a Happy Man       | [ 5 ] |
| 2017 | Keith Urban                               | Blue Ain’t Your Color | [ 6 ] |
| 2017 | Sam Hunt                                  | Body Like a Back Road | [ 6 ] |
| 2017 | Jon Pardi                                 | Dirt On My Boots      | [ 6 ] |
| 2018 | Kane Brown                                | Heaven                | [ 7 ] |
| 2018 | Bebe Rexha featuring Florida Georgia Line | Meant to Be           | [ 7 ] |
| 2018 | Dan + Shay                                | Tequila               | [ 7 ] |
| 2019 | Dan + Shay                                | Speechless            | [ 8 ] |
| 2019 | Luke Combs                                | Beautiful Crazy       | [ 8 ] |
| 2019 | Blake Shelton                             | God’s Country         | [ 8 ] |

### 2020er
| Jahr | Künstler                              | Lied                      | Ref    |
| ---- | ------------------------------------- | ------------------------- | ------ |
| 2020 | Dan + Shay and Justin Bieber          | 10,000 Hours              | [ 9 ]  |
| 2020 | Maren Morris                          | The Bones                 | [ 9 ]  |
| 2020 | Blake Shelton and Gwen Stefani        | Nobody But You            | [ 9 ]  |
| 2021 | Gabby Barrett                         | The Good Ones             | [ 10 ] |
| 2021 | Chris Stapleton                       | Starting Over             | [ 10 ] |
| 2021 | Chris Young and Kane Brown            | Famous Friends            | [ 10 ] |
| 2021 | Luke Combs                            | Forever After All         | [ 10 ] |
| 2021 | Walker Hayes                          | Fancy Like                | [ 10 ] |
| 2022 | Morgan Wallen                         | Wasted on You             | [ 11 ] |
| 2022 | Jordan Davis (feat. Luke Bryan)       | Buy Dirt                  | [ 11 ] |
| 2022 | Cody Johnson                          | ’Til You Can’t            | [ 11 ] |
| 2022 | Dustin Lynch (feat. MacKenzie Porter) | Thinking ’Bout You        | [ 11 ] |
| 2022 | Chris Stapleton                       | You Should Probably Leave | [ 11 ] |

## Statistiken

### Mehrfach-Sieger
5 Siege
- Kenny Rogers

3 Siege
- Willie Nelson
- Randy Travis

2 Siege
- Garth Brooks
- Dolly Parton
- Charlie Rich

### Mehrfach-Nominierungen
6 Nominierungen
- Kenny Rogers

5 Nominierungen
- Alabama

4 Nominierungen
- Willie Nelson
- Dolly Parton
- Randy Travis

3 Nominierungen
- Garth Brooks
- The Judds
- George Strait

2 Nominierungen
- Glen Campbell
- Dan + Shay
- Vince Gill
- Loretta Lynn
- Tim McGraw
- Anne Murray
- The Oak Ridge Boys
- Charlie Rich